# 罗远芳
罗远芳（1954年—），广东兴宁人，汉族，中华人民共和国政治人物、第十二届全国人民代表大会广东地区代表。
毕业于华南理工大学材料学专业。加入中国民主同盟。担任民盟广东省委副主委、省教育厅巡视员、华南理工大学高分子研究所副所长。2008年起担任全国人大代表。2013年，担任全国人大代表。